# Eleição para o Senado federal por Nova Jérsei em 2012
A eleição para o senado do estado americano de Nova Jérsei foi realizada em 6 de novembro de 2012 em simultâneo com as eleições para a câmara dos representantes, para o senado, para alguns governos estaduais e para o presidente da república. O senador democrata Bob Menendez concorreu a reeleição e enfrentou o senador estadual Joseph Kyrillos. Menendez	foi reeleito com 58,4% dos votos.

## Resultados
|  | Democrata   | Bob Menendez    | 1.783.943 | 58,36% |
|  | Republicano | Joseph Kyrillos | 1.220.605 | 39,93% |
|  | Total:      | Total:          | 3.056.735 | 100%   |